# Kathinka Zitz-Halein
Kathinka Zitz-Halein   (Magúncia, 4 de novembre de 1801 - Magúncia, 8 de març de 1877) va ser una poeta, escriptora de contes, periodista, traductora i novel·lista alemanya que ha estat anomenada "la poeta laureada de la Revolució alemanya".

## Biografia
Kathinka Halein va créixer a Mainz. Va néixer del matrimoni d'Anton Victor Halein amb Anna Marie Markowitzka. La família va ser acomodada fins a les guerres napoleòniques. Durant les guerres es van veure obligats a viure amb moderació i es van mudar a la casa de l'àvia materna de Zitz-Halein. La seva mare va morir el 26 de maig de 1825 i el seu pare es va tornar cada cop més irregular i violent.
A principis de la dècada de 1820 se li van atorgar poders legals per dirigir el negoci de la família. Zitz-Halein va treballar com a institutriu durant tres anys, però va tornar a Mainz per tenir cura de la seva germana petita. Va proporcionar ingressos per a la família venent brodats i impartint classes de francès. A la dècada de 1830 va traduir tres novel·les de Victor Hugo. El 3 de juny de 1837 es va casar amb un parent llunyà, el destacat advocat de Mainz i el revolucionari doctor de 1848 Franz Heinrich Zitz. Van viure junts durant dos anys. Va escriure per al Mannheimer Abendzeitung, oposant-se a la censura i demanant una reforma de les lleis sobre matrimoni, divorci i tutela. En les revolucions alemanyes de 1848–49 va fundar i va ser la primera presidenta de l'Associació Humania, l'organització revolucionària de dones. Prolífica escriptora de contes, a la dècada de 1860 va escriure novel·les biogràfiques de Goethe, Heine, Rahel Varnhagen i Byron.:1384–1385

## Obres publicades
Kathinka Zitz-Halein's va publicar les obres citades a An Encyclopedia of Continental Women Writers.:1384–1385
Traduïdes a l'anglès:
- Marion der Lorme, 1833.
- Triboulet, oder der Königs Hofnarr, 1835.
- Cromwell, 1835.

Novel·les:
- Goethe, 1863.
- Heine, 1864.
- Rahel Varnhagen, 1864.
- Byron, 1867.
- Für einen übertreibenden Deutschthümler, 1991.